# Ludwig Ahlmann
Ludwig Ahlmann (* 4. Dezember 1859 in Kiel; † 27. Juli 1942 ebenda) war ein deutscher Bankier und Politiker.

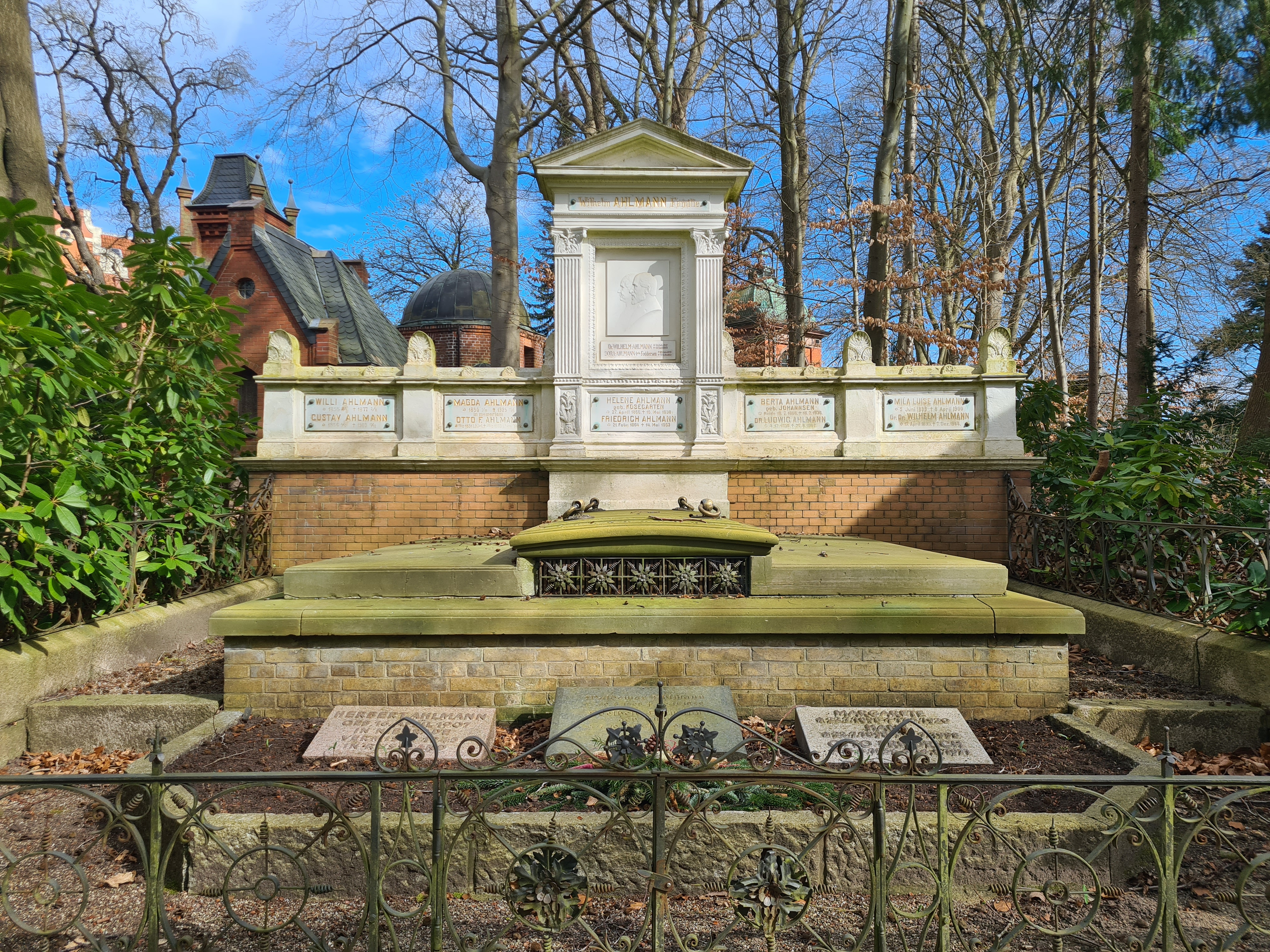
Das Grab von Wilhelm Ahlmann und seiner Ehefrau Berta geborene Johannsen im Familiengrab auf dem Südfriedhof in Kiel

## Leben
Ludwig Ahlmann wurde als Sohn des Kieler Bankiers Wilhelm Ahlmann geboren. Er besuchte das Gymnasium der Kieler Gelehrtenschule und studierte nach dem Abitur (1879) an den Universitäten Tübingen, Berlin und Kiel Rechtswissenschaften. 1880 wurde er in Tübingen Mitglied des Corps Suevia. 1882 legte er das Referendarexamen und 1889 das Assessorexamen ab. Ebenfalls 1889 wurde er an der Universität Leipzig zum Dr. jur. promoviert und trat noch im gleichen Jahr als Teilhaber in das väterliche Bankhaus Wilh. Ahlmann in Kiel ein. Er war Mitglied der Handelskammer Kiel und Vorsitzender der Kieler Börse.
Als Politiker war er von 1898 bis 1919 Mitglied des Stadtverordnetenkollegiums, von 1900 bis Anfang 1919 als dessen Vorsteher. Seit 1902 bis zu dessen Auflösung war er Mitglied des Provinziallandtags Schleswig-Holstein. Über viele Jahre war er Mitglied des Provinzialausschusses sowie zeitweise auch stellvertretendes Mitglied des Preußischen Staatsrats. Ahlman war in der NS-Zeit Mitglied der NSDAP.
Als Heimatforscher war Ahlmann von 1921 bis 1931 Vorsitzender der Gesellschaft für Schleswig-Holsteinische Geschichte und Förderer des Vereins Historische Landeshalle für Schleswig-Holstein. Von 1908 bis 1920 war er Vorsitzender der Gesellschaft für Kieler Stadtgeschichte. Seine persönlichen Forschungen beschäftigten sich mit der Geschichte der Stadt Kiel und der Christian-Albrechts-Universität. Sein Sohn Wilhelm Ahlmann wurde aufgrund seiner Erblindung stiller Teilhaber des Bankhauses. Weitergeführt hat das Bankhaus im Namen der Familie sein Schwiegersohn Karl Eltze (s. dort).
Ahlmann wurde in der familieneigenen Gruft auf dem Kieler Südfriedhof beigesetzt (K 4).

## Auszeichnungen
- Ehrenvorsitzender des Vereins Historische Landeshalle für Schleswig-Holstein
- Ehrenbürger der Universität Kiel
- Ehrenmitglied der Gesellschaft für Schleswig-Holsteinische Geschichte, 1931

## Schriften
- In wie weit haftet der Pfandgläubiger für Entwehrung und für Mängel der von ihm verkauften Pfandsache? 1889 (Leipzig, Univ., Diss., 1889).
- Das Wappen Schleswig-Holsteins. In: Die Heimat. Monatsschrift des Vereins zur Pflege der Natur- und Landeskunde in Schleswig-Holstein, Hamburg, Lübeck und dem Fürstentum Lübeck. Bd. 36 (1926), Nr. 10, Oktober 1926, S. 232f. (Digitalisat).
- [Vorwort]. In: Aus der Geschichte der Kieler Gelehrtenschule (1868–1928.) Denkschr. zur Erinnerung an die Übersiedlung der Schule in das Gebäude am Kleinen Kiel. Handorff, Kiel 1928
- Frau Dora Ahlmann geb. Feddersen. Ein Lebensbild zu ihrem 100. Geburtstag; 18. Juni 1928. Schaidt, Kiel 1928.
- Die Verwandtschaft zwischen den Familien Woldsen-Feddersen-Storm, 1930
- Eine Förderin der Universität Kiel. In: Kieler Neueste Nachrichten, 1940
- Der Präsidiumsstock der alten Kieler Burschenschaft. In: Ludwig Andresen (Hrsg.) Kieler Studenten im Vormärz: Festgabe der Stadt Kiel zum 275jährigen Bestehen der Christian-Albrechts-Universität in Kiel. Jessen, Kiel 1940, S. 225–230.
- 275 Jahre Christian-Albrechts-Universität: die Gründungsgeschichte und die Einweihungsfeierlichkeiten in Kiel. In: Kieler neueste Nachrichten. Jg. 46, Nr. 233 4. Okt. 1940.
- Familie Feddersen: der ältere Husumer Zweig. Jensen, Kiel 1941.
- Julius Johannsen, Landvogt von Norderdithmarschen. Selbstverlag, Kiel 1942.
- Nachrichten über die Familie Christensen. Kiel 1942.